# Nawal Soufi
Pour les articles homonymes, voir Soufi (homonymie).
Nawal Soufi (en arabe : نوال الصوفي), née en 1988 au Maroc, est une assistante sociale et militante maroco-italienne active dans la défense des droits de l'Homme, l'immigration illégale et la cause palestinienne.

## Biographie
Née au Maroc de parents marocains, elle est arrivée à l'âge de trois semaines à Catane, au pied de l'Etna en Italie. Elle commence son parcours social à l'âge de 14 ans en aidant les immigrés marocains et vagabonds italiens à survivre dans leurs vies quotidiennes. Elle s'investit pendant l'adolescence dans la lutte pour les droits de l'Homme, orientant ses études supérieures en science politique et relations internationales, tout en travaillant à temps partiel comme interprète auprès des tribunaux et prisons siciliens[réf. nécessaire].
Touchée par la cause palestinienne et les « Printemps arabes », elle s’est rendue personnellement en Syrie en décembre 2012, à la tête d’un convoi humanitaire destiné à 800 familles. Elle y a gardé des contacts et son numéro de téléphone est largement communiqué à tous ceux qui décident de se réfugier en Italie[réf. nécessaire].
Elle devient mondialement connue en 2013 après avoir aidé un canot de sauvetage perdu en mer Méditerranée avec des centaines de Syriens menacé du noyade, lors d'un appel à la rescousse de l'un de ces immigrés. Honorée de cet exploit, elle fait du secourisme des migrants clandestins son combat quotidien, ayant réussi à sauver 2 millions de migrants perdus en mer à ce jour (2017).
Connue pour son intégrité et son dévouement, elle gagne plusieurs prix de reconnaissance dont le Prix « Donna di frontiera » ou « Femme de frontière » des jurés du Festival international du cinéma de frontière de Marzamemi, pour les documentaires qu’elle a réalisés en Syrie et en Libye en 2014, puis le prix Initiative artisans de l'espoir, en 2017, présidé par l'émir Mohammed ben Rachid Al Maktoum à Dubaï, distinction visant la promotion des compétences arabes œuvrant pour un changement positif, via des projets et initiatives.
Le destin singulier de la jeune femme fait l'objet d'un livre, Nawal, l'ange des réfugiés, sorti en 2015 en Italie.